# Guido Görres
Guido Görres poète et historien allemand, né à Coblence en 1805, mort en 1852. Il est le fils de Joseph Görres.
Il dirigea longtemps les Feuilles historico-politiques, revue catholique, composa pour l’enfance un grand nombre de petits ouvrages et écrivit des poésies où l’on trouve de l’humour, de la gaieté et fréquemment une naïveté touchante. 

## Œuvres
Parmi ses œuvres :
- le Frère Nicolas de Flüe (Munich, 1831) ;
- la Pucelle d’Orléans, d’après les actes du procès (1834), trad. en français par Léon Bore (1843) ;
- la Crèche de Noël (1842) ;
- Chants de la Vierge (1843) ;
- Livre de la famille allemande (1846-1848), ouvrage illustré par Franz von Pocci, etc.